# Lambrate
Lambrate est un quartier de Milan qui fait partie de la zone 3 de l'agglomération milanaise. Il est annexé à Milan depuis 1923 (précédemment Lambrate était une commune autonome).

## Histoire
Le nom Lambrate dérive de la rivière Lambro qui coulait près du vicus. Il est impossible établir la date de fondation du vicus. En 222 av. J.-C. les consuls romains Cnaeus Cornelius Scipio Calvus et Marcus Claudius Marcellus conquièrent le territoire après avoir assiégé Milan, mais ils viennent contrastée par Hannibal Barca; les Insubres et les Boïens se soumettent à la domination romaine seulement dans les premières années du IIe siècle av. J.-C.
Pendant le VIIe et le IXe siècle s'élèvent à Lambrate deux monastères bénédictins, où il y a l'église de Saint Martin de Tours. En 1162 Frédéric Barberousse élève le territoire au rang de borgo impérial.
Dans le XVIe siècle, sous la domination espagnole, naît une industrie de guerre nommée "Polveriera" (poudrière).
Pendant le régime napoléonien, la commune de Lambrate devient une commune libre et il est intégré dans l'Olona ; en 1808 la commune vient supprimé est annexe aux environs de Milan.
La commune récupère son autonomie en 1815 et elle est intégrée dans la province de Milan du Royaume lombardo-vénitien. Le 17 janvier 1841 les communes de Casa Nuova et de San Gregorio Vecchio sont annexes au commune de Lambrate.
En 1861 la commune de Lambrate a une population de 1 621 habitants ; en 1923 il est annexe définitivement au commune de Milan.

## Lieux d'intérêt
- La Cappelletta (petite chapelle)
- Gare de Milan Lambrate
- Parco Lambro (Parc Lambro)

## Sources
- (it) Cet article est partiellement ou en totalité issu de l’article de Wikipédia en italien intitulé « Lambrate » (voir la liste des auteurs).